# L'aube
L'aube è un film del 1986 diretto da Miklós Jancsó.

## Trama
Quando l'esercito inglese ha occupato la Palestina, un giovane resistente ebraico, Elisha, ha il compito di espletare un ufficiale di Sua Maestà preso in ostaggio.

## Distribuzione
Il film è stato distribuito in diversi paesi, con titoli differenti:
- Germania Ovest: Febbraio 1986 (Berlin International Film Festival)
- Ungheria 8 Dicembre A hajnal
- Israele Hashahar
- Polonia Swit

## Riconoscimenti
- Festival internazionale del cinema di Berlino
  - Nomination Orso d'oro per Miklós Jancsó[1]